# Alăuta Munților

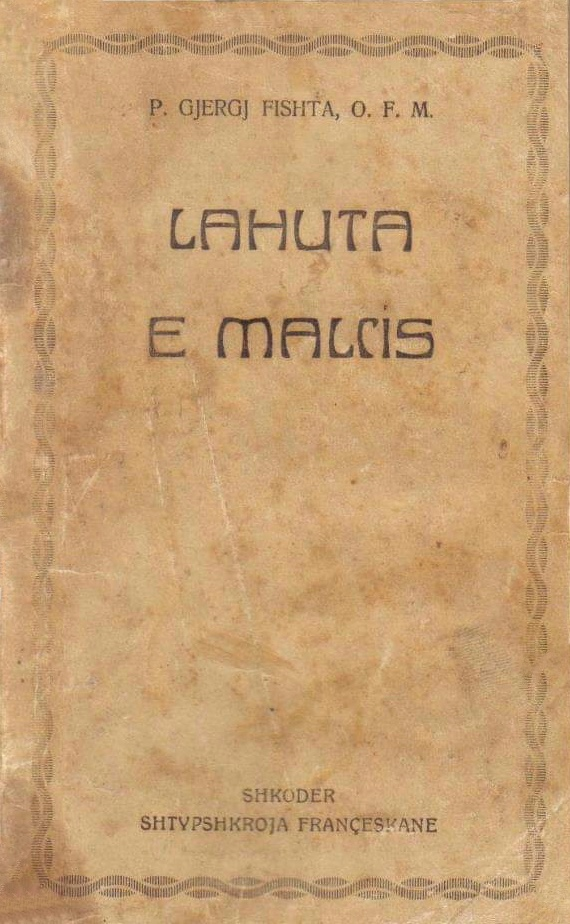
Coperta cărții Lahuta e Malcis

Alăuta Munților (în albaneză Lahuta e Malsisë, original și în dialectul albanez gheg: în Lahuta e Malcís) este poemul epic național albanez, compilat și publicat de călugărul și poetul albanez Gjergj Fishta în 1937, după 34 de ani de muncă. Este scrisă în dialectul albanez gheg, cu 30 de cântece și peste 17.000 de versuri.
Când și-a scris principala sa lucrare, Lahuta e Malcís, Fishta s-a aflat sub influența călugărilor franciscani croați, fiind student la mai multe mănăstiri din Austro-Ungaria. El s-a inspirat din poemele epice ale literaturii croate și sârbe. În această scriere, lupta împotriva Imperiului Otoman a fost trecută în plan secundar, punându-se accentul pe lupta cu slavii (sârbi și muntenegreni) pe care el a considerat-o ca fiind prioritară pentru etnicii albanezi după masacrele și expulzările care avuseseră loc în acea perioadă în zona Albaniei de astăzi. Lucrarea a fost interzisă în Albania comunistă și în Iugoslavia  din cauza retoricii anti-slave. Această operă a fost descrisă ca fiind „șovinistă” și „anti-slavă” în Marea enciclopedie sovietică (1950), în timp ce Fishta a fost numit „spion care a cerut lupta împotriva slavilor”.
Traducerea în limba engleză, intitulată Highland Lute, a fost publicată în 2005 de albanologii canadieni Robert Elsie și Janice Mathie-Heck (ISBN: 978-1845111182)